# Come una danza
Come una danza è un singolo dei cantautori italiani Raf e Umberto Tozzi, pubblicato il 21 ottobre 2018.

## Descrizione
Trentuno anni dopo la loro collaborazione in Gente di mare, i due cantanti hanno inciso insieme questo singolo che, pur non facendone parte, anticipa l'uscita della raccolta Raf Tozzi, pubblicata il 30 novembre 2018. Il brano è stato scritto e prodotto da Raf.

## Promozione
La canzone, scritta e prodotta da Raf, viene presentata dai due artisti il 21 ottobre 2018 durante il programma Che tempo che fa, condotto da Fabio Fazio su Rai 1.

## Video musicale
Il videoclip, girato dal regista Gaetano Morbioli, è ambientato in una grande metropoli e mostra Raf e Umberto Tozzi camminare in mezzo a una folla di gente che procede in senso opposto. Nel video i due artisti non compaiono in scene insieme.

## Tracce
1. Come una danza – 3:58